# Diana d'Orleans
Diana d'Orleans, princesa de Württemberg (Petròpolis 1940). Princesa de sang reial de França amb el tractament d'altesa reial que es maridà en el si de la casa reial württemburguesa.
Nascuda el dia 24 de març de 1940 a la ciutat brasilera de Petròpolis, essent filla del duc Enric d'Orleans i de la princesa Isabel d'Orleans-Bragança. Diana és neta per via paterna del duc Joan d'Orleans i de la princesa Isabel d'Orleans; mentre que per via materna ho és del príncep Pere d'Alcantara del Brasil i de la comtessa Elisabet von Dobrzensky von Dobrzenicz.
Diana contragué matrimoni al Castell d'Altshausen el dia 18 de juliol de 1960 amb el príncep Carles de Württemberg. Carles esdevingué cap de la casa reial de Württemberg en ser fill del príncep Felip de Württemberg i de l'arxiduquessa Rosa d'Àustria-Toscana. La parella ha tingut sis fills:
- SAR el príncep Frederic de Württemberg, nat a Friedrichshafen el 1961. El 1993 es casà a Altshausen amb la princesa Guillemina de Wied.

- SAR la princesa Matilde de Württemberg, nada a Friedrichshafen el 1962. El 1988 es casà a Altshausen amb el comte Erich von Waldburg zu Zeil und Trauchburg.

- SAR el príncep Eberhard de Württemberg, nat a Friedrichshafen el 1963.

- SAR el príncep Felip de Württemberg, nat a Friedrichshafen el 1964. Es casà al Castell d'Altshausen el 1991 amb la princesa Maria de Baviera.

- SAR el príncep Miquel de Württemberg, nat a Friedrichshafen el 1965. Es casà al Castell d'Altshausen el 2006 amb Julia Storz.

- SAR la princesa Flor de Württemberg, nada al Castell d'Altshausen el 1977. Es casà al Castell d'Altshausen el 2003 amb el comte Moritz von Goëß.